# اورنج غربی (نیوجرسی)
اورنج غربی (به انگلیسی: West Orange) شهری در ایالت نیوجرسی کشور ایالات متحده آمریکا است که جمعیت آن در سرشماری سال ۲۰۱۰ میلادی، ۴۶٬۲۰۷ نفر بوده‌است.